# Plectrohyla matudai
Espèce
Synonymes
- Plectrohyla brachycephala Taylor, 1949

Statut de conservation UICN

 LC  : Préoccupation mineure
Plectrohyla matudai est une espèce d'amphibiens de la famille des Hylidae.

## Répartition
Cette espèce se rencontre entre 700 et 2 300 m d'altitude :
- dans la sierra Madre de Chiapas dans les États d'Oaxaca et du Chiapas au Mexique et au Guatemala ;
- dans la sierra de Cuchumatanes au Guatemala ;
- sur le cerro Azul au Honduras.

## Étymologie
Cette espèce est nommée en l'honneur de Eizi Matuda qui a aidé l'expédition.

## Publication originale
- Hartweg, 1941 : Notes on the genus Plectrohyla, with descriptions of new species. Occasional Papers of the Museum of Zoology University of Michigan, vol. 437, p. 1-11 (texte intégral).